# Mein Leopold (1913)
Mein Leopold ist ein deutsches Stummfilmvolksstück aus dem Jahre 1913 von Heinrich Bolten-Baeckers.

## Handlung
Der Schuhmachermeister Gottlieb Weigelt hat es weit gebracht. Er besitzt einen eigenen, großen Laden und hat einen Werkführer sowie zwölf Gesellen angestellt. Sein Ein und Alles ist sein Sohn Leopold, ein Nichtsnutz, der sich mehr schlecht als recht als Gerichtsreferendar versucht, aber vor allem durch Abwesenheit und Faulheit glänzt. Dafür ist er im Ausgeben des väterlichen Geldes ganz groß. Seine finanzielle Situation wird derart prekär, als er eine Tänzerin kennenlernt, die sich als sehr kostspieliges Vergnügen erweist. Bald sieht Leopold sich dazu bemüßigt, die Unterschrift seines Vaters zu fälschen, um die Wechsel seines Geldverleihers auszulösen. Der alte Weigelt erkennt nicht, wie tief sein heißgeliebter Sohn in eine gefährliche Situation abrutscht. Er verfasst sogar einen zornigen Brief an einen Richter, weil dieser in Weigelts Augen nicht den wahren Wert von Leopold zu erkennen mag. Weigelts Werkführer Starke versucht ebenso vergeblich dem Alten die Augen zu öffnen wie auch Klara Weigelt, die von ihrem Vater stets weniger Aufmerksamkeit und Liebe erhielt als Leopold. Sie schließt sich den Bemühungen Starkes, den sie liebt, an. Wütend wirft Weigelt Starke aus seinem Betrieb und sagt sich von Klara los.
Leopold Weigelts Extravaganzen haben bald all das Vermögen des Vaters aufgezehrt. Schließlich kommt auch die väterliche Firma unter den Hammer. Kaum ist beim Alten nichts mehr zu holen, macht sich Leopold aus dem Staub. Erstmals empfindet der Vater, der nun alles verloren hat, das Verhalten des Sohnes als regelrechten Tiefschlag. Er muss sein Leben neu ordnen und beginnt wieder ganz von unten: als kleiner Flickschuster in einem fremden Betrieb. Der gewissenlose Sohn ist ebenfalls ganz unten angelangt; in Hamburg schließt er sich einem Landstreicher an und geht mit ihm auf die Walz. Er und sein Kumpan finden aber durch eine glückliche Fügung einen Arbeitsplatz in einer Maschinenfabrik. Nun findet ein Wandel in Leopolds Wesen statt: Er wird fleißig und zuverlässig, arbeitet hart und schafft eines Tages sogar den Aufstieg bis zum Teilhaber der Firma. Im Laufe der Jahre haben sich Weigelt und seine Tochter, die inzwischen Starke geheiratet hat, wieder versöhnt. Leopold, der durch seine lange Abwesenheit nichts vom Niedergang seines Vaters weiß, hat sich zuletzt vergeblich bemüht, dessen Aufenthaltsort zu ermitteln. Auch bei Vater Weigelt und Tochter Klara gilt Leopold als verschollen. Erst ihr Ehemann Starke kommt Leopolds Verbleib auf die Spur und kann eine Versöhnung zwischen Vater und Sohn arrangieren.

## Produktionsnotizen
Mein Leopold wurde im Bolten-Baeckers-Filmstudio in Berlin-Steglitz gedreht, passierte die Zensur am 5. Dezember 1913 und wurde zum Ende des Monats auf dem Wiener Filmmarkt erstmals öffentlich gezeigt. Die deutsche Premiere fand vermutlich am 17. Januar 1914 im Berliner Admiralstheater statt. Mit fünf Akten auf 1793 Metern Länge war der Film für seine Zeit ungewöhnlich lang. Aufgrund der Produktionsfirma Deutsche Gaumont-Gesellschaft wird der Film gelegentlich fälschlicherweise als französische Produktion bezeichnet.
Mein Leopold sollte sich über die Jahrzehnte als überaus populärer Filmstoff erweisen. Nach dieser Erstverfilmung folgten weitere Fassungen in den Jahren 1919, 1924, 1931 und 1955. 1987 entstand eine Fassung für das DDR-Fernsehen. Alle Stummfilmversionen entstanden durch Heinrich Bolten-Baeckers.
Die österreichische Schauspielerin Lotte Erol, die hier mutmaßlich ihr Filmdebüt gab, war die Stiefmutter von Lien Deyers. Die bisweilen zu lesende Besetzung von Felix Basch kann nicht bestätigt werden.

## Kritik
„Nicht nur daß ein findiger und zielbewußter Regisseur am Werke war, der alles im Film festhielt was in der Bühne herab dem Publikum lieb und teuer geworden ist, sind auch durchwegs Künstler verwendet worden, die sich ihrer Aufgabe voll bewußt sind. Der Schuster Weigel ist im letzten Akt von einer schlichten Menschlichkeit, die rührt, der Mehlmeyer eine Figur voller Drollerien, die Emma eine liebenswürdige Ratstochter und der Starke der gleiche wetterharte Altgesell wie sein Urbild von der Bühne. Ueberhaupt ist der Film die getreue gutgelungene Photographie eines alten guten Bekannten, weil er in unserem Gedenken lebt. Der Film „Mein Leopold“ wird den gleichen Weg machen wie das Bühnenstück.“